# Йоганн-Детлофф фон Коссель
Йоганн-Детлофф «Ганс» Ебергард Магнус фон Коссель (нім. Johann-Detloff „Hans“ Eberhardt Magnus von Cossel; 1 липня 1916, Свакопмунд, Німецька Південно-Західна Африка — 22 липня 1943, Орел, РРФСР) — німецький офіцер, майор вермахту. Кавалер Лицарського хреста Залізного хреста з дубовим листям.

## Біографія
6 квітня 1934 року вступив на службу в 6-й кінний полк. У складі 35-го танкового полку 4-ї танкової дивізії брав участь у Польській і Французькій кампаніях. На початку Німецько-радянської війни командував 1-ю ротою свого полку, відзначився під час форсування Дніпра та у боях за Бихов. З листопада 1942 року — командир 1-го батальйону свого полку. Загинув у бою.

## Нагороди
- Медаль «За вислугу років у Вермахті» 4-го класу (4 роки)
- Залізний хрест
  - 2-го класу (22 вересня 1939)
  - 1-го класу (20 грудня 1939)
- Нагрудний знак «За поранення»
  - в чорному (вересень 1939)
  - в сріблі
  - в золоті (кінець 1941)
- Нагрудний знак «За танкову атаку» в золоті
- Почесна застібка на орденську стрічку для Сухопутних військ (№ 237; 19 серпня 1941)
- Лицарський хрест Залізного хреста з дубовим листям
  - лицарський хрест (8 вересня 1941)
  - дубове листя (№ 285; 29 серпня 1943)
- Медаль «За зимову кампанію на Сході 1941/42»
- Німецький хрест в золоті (5 травня 1943)